# Centralny Związek Młodzieży Wiejskiej
Centralny Związek Młodzieży Wiejskiej (CZMW) – organizacja młodzieży wiejskiej utworzona w 1919 r. Organ prasowy: „Siew”.
Organizacja powstała w 1919 r. w Warszawie na zjeździe kółek młodzieży ludowej. Prowadziła działalność oświatową i wychowawczą. W 1928 r. władze sanacyjne podjęły działania mające na celu całkowite podporządkowanie sobie CZMW. Większość działaczy organizacji,  sprzeciwiając się tym działaniom, opuściła CZMW i utworzyła w 1928 r. Związek Młodzieży Wiejskiej RP „Wici”. Pozostali od 1928 r. działali  w organizacji pod nazwą CZMW „Siew”, która stała się ekspozyturą sanacyjną działającą  wśród młodzieży wiejskiej.